# Viridrillia cervina
Viridrillia cervina är en snäckart som beskrevs av Bartsch 1943. Viridrillia cervina ingår i släktet Viridrillia och familjen Drilliidae. Inga underarter finns listade i Catalogue of Life.